# Abies sibirica
Abies sibirica Ledeb., comunemente noto come abete siberiano, è una conifera sempreverde nativa della taiga, a est del fiume Volga e a sud della latitudine 67°40' Nord, nella zona siberiana della Russia (ovest Siberia, Altaj, Amur, Jacuzia, Krasnojarsk, Čita, Buriazia, Tuva, Irkutsk, Chabarovsk) e della regione autonoma dello Xinjiang in Cina. In Kirghizistan è presente con la sottospecie semenovii.

## Etimologia
Il nome generico Abies, utilizzato già dai latini, potrebbe, secondo un'interpretazione etimologica, derivare dalla parola greca ἄβιος = longevo. Il nome specifico sibirica si riferisce all'estesa presenza in Siberia.

## Descrizione
L'abete siberiano raggiunge i 30–35 m di altezza, con un diametro del tronco di 0,5–1 m misurato ad altezza umana, e possiede una chioma di forma conica. La corteccia varia dal grigio-verde al grigio-marrone, e si presenta liscia, con bolle di resina tipiche di molti abeti. Le gemme sono giallo-grigie, resinose, e lievemente pubescenti. Le foglie sono aghiformi, ascendenti, lunghe 2–3 cm e larghe 1,5 mm in media, di colore grigio chiaro nella parte superiore, con due bande stomatiche bianco-grigie inferiormente. Sono morbide, appiattite, e fortemente aromatiche. Le pigne sono cilindriche, lunghe 5–9,5 cm e larghe 2,5–3,5 cm, con piccole brattee nascoste dalle scaglie. Maturano a metà dell'autunno, passando da un colore bluastro al marrone, o marrone scuro. I semi, lunghi 7 mm con parte alata triangolare lunga 0,7–1,3 cm, sono rilasciati quando la pigna va incontro a disfacimento dopo la maturazione.

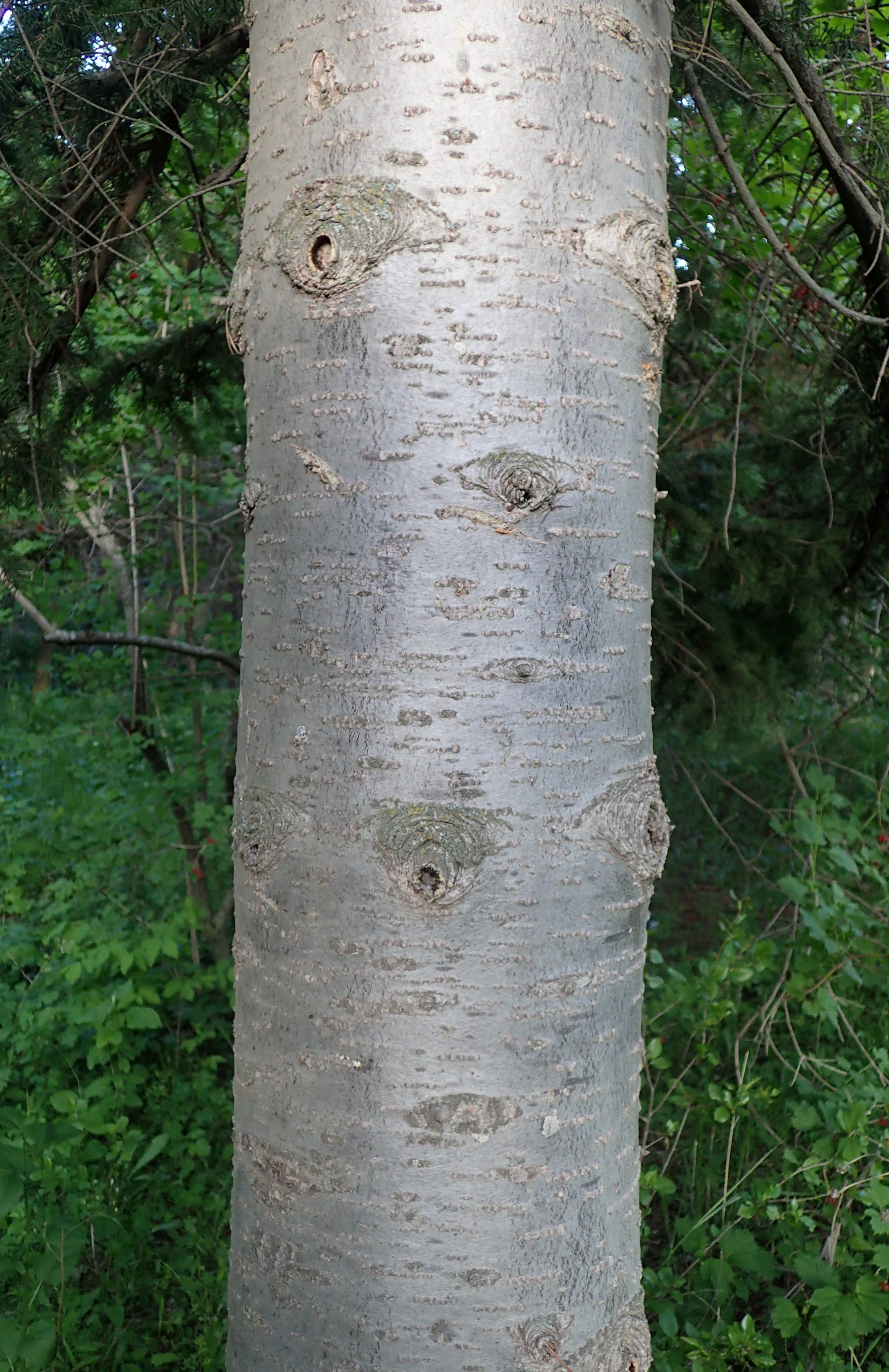
Corteccia
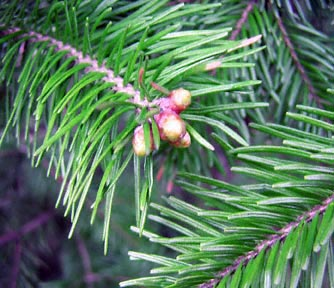
Gemme
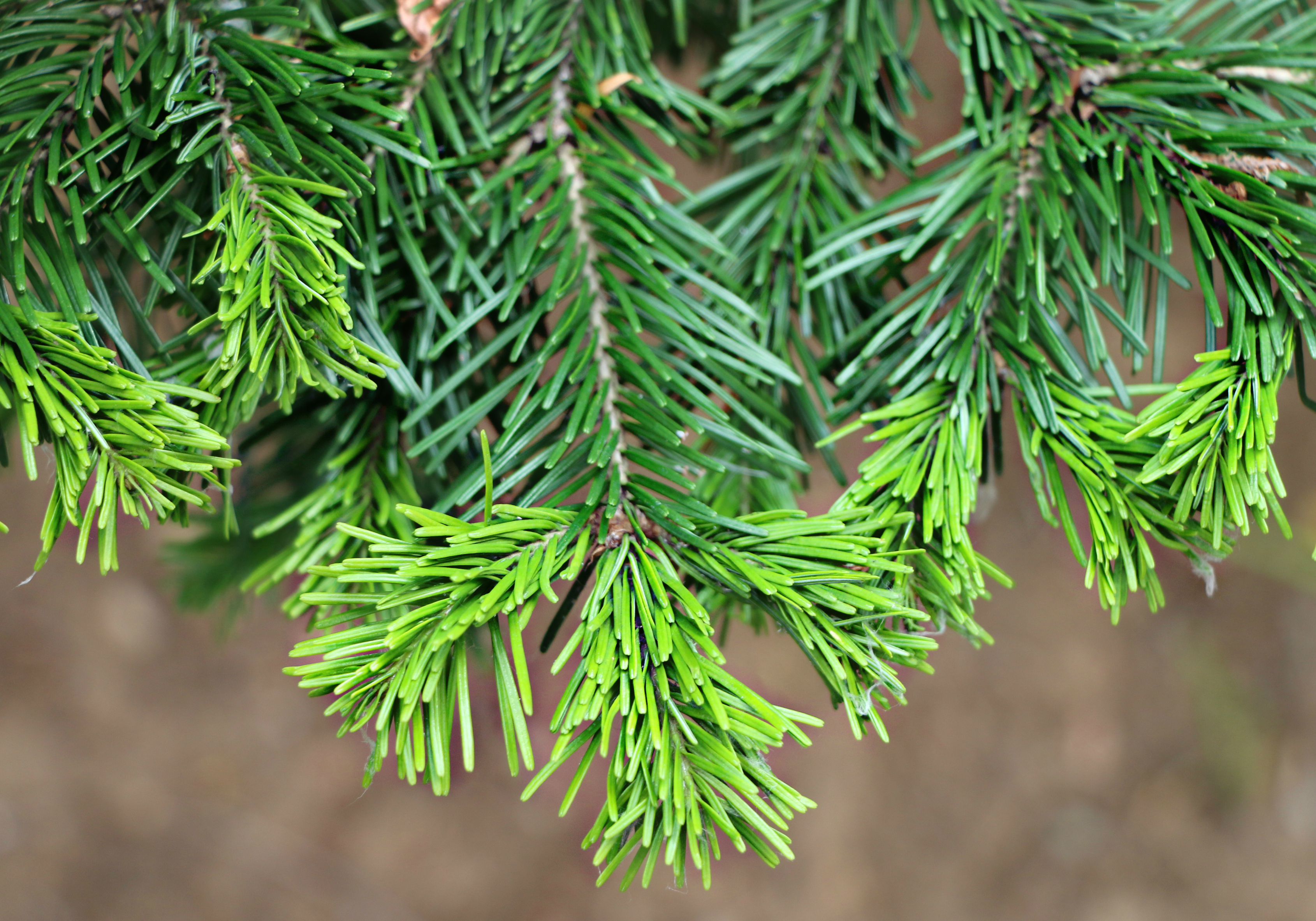
Aghi
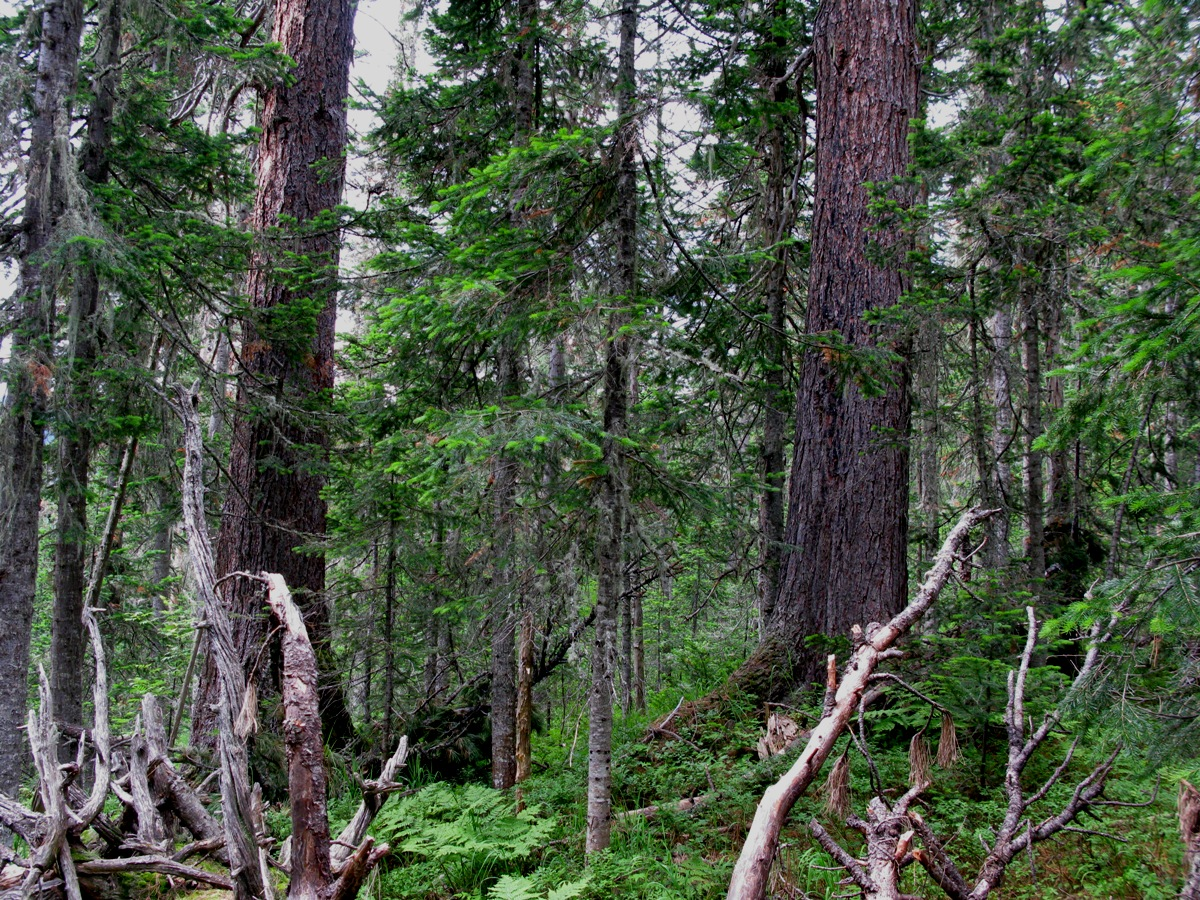
Foresta di abeti siberiani
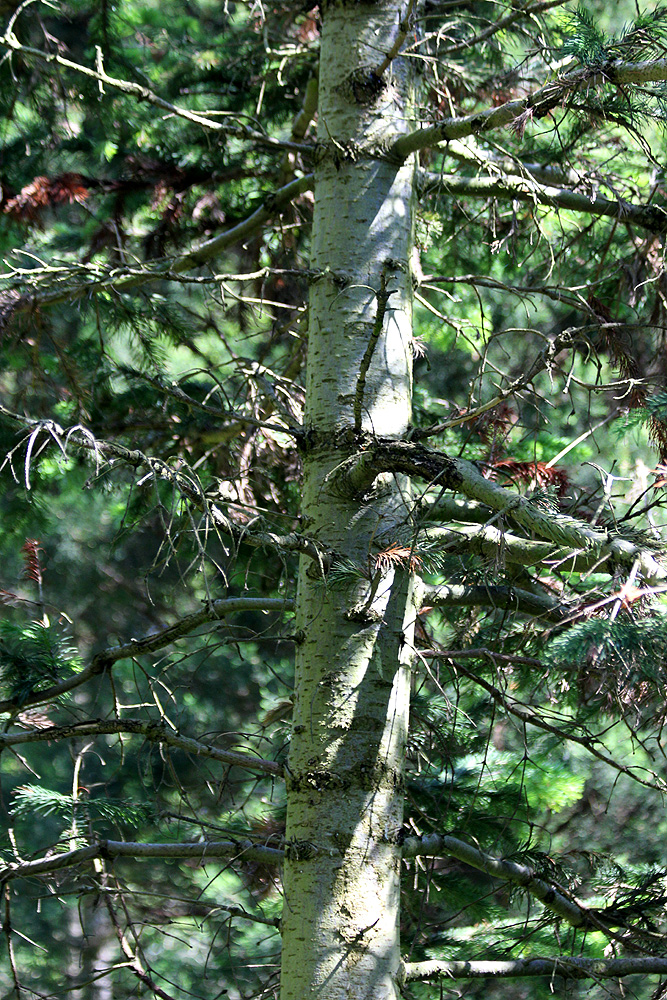
Tronco

## Distribuzione e habitat
Il suo areale occupa buona parte della taiga siberiana, mantenendosi tuttavia ben al di sotto del limite artico della vegetazione arborea, preferendo le zone ad ovest con un clima meno severo, ovvero freddo continentale ma senza eccessi; cresce su suoli di origine alluvionale, podzolici, nelle zone montane anche su quelli calcarei, ben drenati e esenti dal permafrost. Può ritrovarsi in foreste pure ma più spesso miste in associazione con altre conifere come Picea obovata e Larix gmelinii, nelle zone montane anche con Larix sibirica e Pinus sibirica; può crescere inoltre insieme a caducifoglie, anche arbustive, come Betula pendula, Populus tremula, Sorbus aucuparia e Viburnum opulus. Nella parte sud-occidentale dell'areale anche con Tilia cordata, Ulmus scabra e Acer platanoides.

## Tassonomia
È accettata le seguente sottospecie:
- Abies sibirica subsp. semenovii (B.Fedtsch.) Farjon. Endemica del Tien Shan, in Kirghizistan. Rametti particolarmente increspati e scanalati. Canali di resina marginali. Pigne giallo-marroni, con brattee più larghe di quelle della specie tipo.[7]

## Usi
Il legno è ampiamente utilizzato in edilizia e nella preparazione della polpa di cellulosa per l'industria cartaria. Nell'Europa centro-orientale sono state realizzate diverse cultivar per il suo utilizzo come albero ornamentale.
Olii essenziali estratti dalle foglie sono utilizzati in aromaterapia e profumeria.

## Conservazione
Nonostante che lo sfruttamento economico di questa specie sia intensivo, non sono stati identificati specifici e immediati rischi per la sua sopravvivenza; viene pertanto classificata come specie a rischio minimo di estinzione (Least Concern) nella Lista rossa IUCN.